# Етоша (солончак)

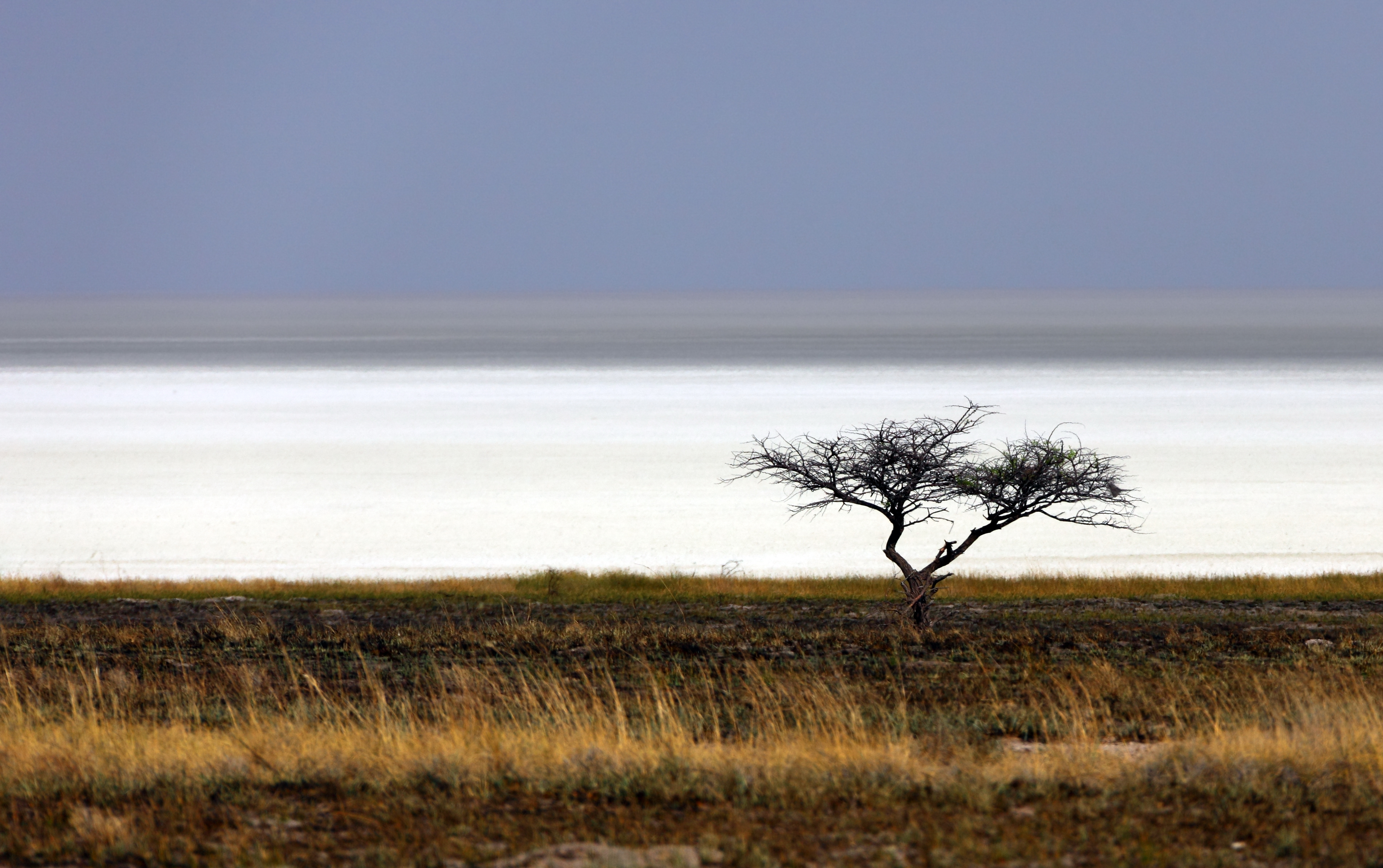
Етоша у сухий період.

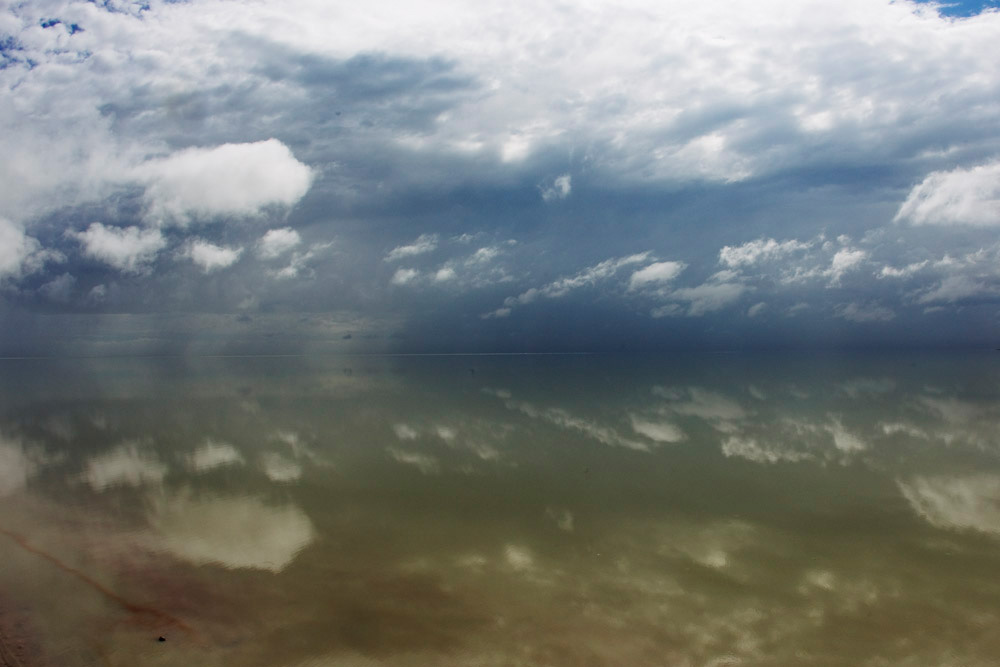
Етоша у вологий період.

18°47′07″ пд. ш. 16°15′50″ сх. д. / 18.78528° пд. ш. 16.26389° сх. д.
Етоша (англ. Etosha pan) — солончак, пересихаюче озеро в Намібії.

## Загальний опис
Розташований Етоша на північно західній околиці пустелі Калахарі на північі країни. У перекладі з мови овамбо означає «великий білий простір». Європейці відкрили Етоша в 1851 році, коли експедиція сера Френсіса Гальтона і Карла Юхана Андерссона досягла цих місць.
Довжина западини близько 120 км, ширина — близько 50 км, площа — близько 4800 км², висота над рівнем моря — 1065 м. У сухий період Етоша є солончаком, а у дощовитий період наповнюється водою і мулом, перетворюючись на безстічне озеро.
Етоша і прилегла територія савани є однойменним національним парком, найбільшим в Намібії. Етошу включено до складу водно-болотяних угідь, що охороняються Рамсарською конвенцією.

## Цікаво
Озеро Етоша, як це виявила група французьких учених, схоже на озеро Онтаріо Лукас на Титані. І озеро в Намібії і озеро Онтаріо Лукас на Титані час від часу наповнюється рідиною завдяки природним каналам. Відмінність у тому, що на Титані температура опускається до — 185 ° С, тому замість води тут безбарвний газ.